# KD Studios
KD Studios, Кей Ди Студиос (2012—2019 годы — Kinodanz) (ООО «Кей Ди Студиос») — российская кинокомпания, основанная в 2012 году в Москве. KD Studios является кинокомпанией полного цикла производства с собственной студией постпродакшн.

## История
Кинокомпания учреждена в 2012 году в Москве. Основателями компании стали Виктор Денисюк и Евгений Мелентьев.
В прошлом активно сотрудничали с каналом СТС. Компания привлекает голливудских звёзд А-класса в свои проекты. Первым проектом с привлечённой звездой стал фильм «За гранью реальности», в котором принял участие Антонио Бандерас. Фильм заслужил смешанные, преимущественно отрицательные отзывы. Руководители компании объяснили низкий уровень сборов фильма конкуренцией с «Чёрной пантерой» от студии Marvel.
Стратегическим партнёром KD Studios является голливудская кинокомпания AMBI Group (США).

### Иск KD Studios к блогеру BadComedian
После критического отзыва блогера BadComedian на фильм «За гранью реальности» кинокомпания KD Studios (на тот момент — Kinodanz) в августе 2018 года подала на него в суд (однако сам процесс был открыт в начале 2019 года) с размером искового заявления в один миллион рублей за «нарушение допустимого объёма цитирования видеоряда исходного произведения». В Минкультуры заявили, что непричастны к иску и не станут вмешиваться в спор.
Депутат Госдумы Валерий Рашкин от фракции КПРФ направил официальный запрос генеральному прокурору РФ Юрию Чайке с целью проверки соблюдения законодательства при выделении Министерством культуры средств киностудии KD Studios на фильмы, которые «едва ли соответствуют установленным самим ведомством основным принципам государственной финансовой поддержки кинопроизводства». Депутат отметил, что выпущенные кинокомпанией фильмы «имеют стабильно низкий рейтинг и весьма небольшие сборы».
В ходе судебного заседания представитель ООО «Кей Ди Студиос» заявил ходатайство об отзыве исковых требований в полном объёме. Суд прекратил производство по иску к блогеру. 17 июня 2019 года Евгений Мелентьев сообщил о заключении мирового соглашения с Баженовым, однако детали сделки разглашать не стал.
По утверждениям некоторых СМИ, компания KD Studios находится под контролем банка «ЦентроКредит», который не раз предпринимал попытки цензурировать публикации о себе и своих владельцах. «Видимо, принимая решение о попытке давления на Баженова, Центрокредит не оценил охват аудитории блогера, и, попытавшись действовать привычными методами, столкнулся с непривычной реакцией общества, достигнув т. н. „эффекта Стрейзанд“».

## Деятельность
Основной вид деятельности кинокомпании — производство и продвижение своих фильмов. Картины кинокомпании были представлены на кинофестивалях. Также компания занимается созданием «телесериалов, ориентированных на международные рынки» и производством рекламных роликов. По словам Мелентьева, «мы всегда рассчитываем на мировой прокат, поэтому все свои фильмы изначально снимаем на русском и английском языках».

### Доходы
Доходы ООО «Кей Ди Студиос»:
- В 2016 году — 310 млн рублей выручки и 0,259 млн рублей чистой прибыли.
- В 2017 году — 328 млн рублей выручки и 1,3 млн рублей чистой прибыли.
- В 2017—2019 годах Минкульт 7 раз выделял субсидии KD Studios на общую сумму 193 млн рублей.
- Субсидировались Минкультом фильмы «Танцы насмерть», «За гранью реальности» (по 6 млн рублей), которые провалились в прокате[17]. Субсидии получил также «Проект Gemini». Как отмечает BadComedian, фильм «За гранью реальности», обозначенный как «национальное кино», изначально произведён на английском языке, местом действия событий является Европа, а его герои не являются россиянами.
- Ещё 4 раза субсидия выдавалась с пометкой «на производство национального кино».
- 2019 — при общем бюджете фильма «Эбигейл» почти 155 млн рублей (Минкульт инвестировал в съёмки фильма 40 млн рублей) картина собрала в российском прокате лишь 104,7 млн рублей (посмотрели 479 тысяч человек)[17]. В январе 2020 года Фонд кино обратился в Арбитражный суд Москвы с иском на 45 млн рублей против кинокомпании KD Studios, которая не вернула деньги, выделенные ей на прокат[21] фильма «Эбигейл»[22]. 11 марта 2020 года дело было прекращено Арбитражным судом Москвы в связи с заключением между сторонами мирового соглашения, по которому ООО «КЕЙ ДИ СТУДИОС» обязалось выплатить 45,3 миллиона рублей частями до конца 2020 года[23].

Всего с брендом KD Studios, по утверждению Daily Storm, связано как минимум пять фирм: «Кей Ди Студиос», «Центрокино», «Кинобайт», «Сиджей» и «Сиджей-К». Их общая годовая выручка составляла более 500 млн рублей.

### Планы
В 2018 году KD Studios анонсировала запуск медиа-платформы Entertainment Crypto Universe, которая будет работать на основе блокчейна. Пока платформа не запущена.
В планах руководителей компании — «снимать по три-четыре картины в год, то есть в течение трёх-четырёх лет наша компания планирует произвести десять-двенадцать картин. При этом каждый свой проект мы рассматриваем с вариантами съёмок последующих частей».
Согласно официальному сайту компании, действующие и реализуемые (на 2019 год) площадки расположены в Москве, Санкт-Петербурге, Калининграде и Сахалине. По словам Мелентьева, «Компания сейчас делает акцент на азиатские рынки. Партнёрство с Китаем, Японией, Кореей». «Также ведутся переговоры по созданию графического кластера в Китае. Проект планируется к реализации совместно с китайскими партнёрами и с привлечением господдержки Китая».
KD Studios планировала создать высокотехнологичный кластер по производству визуальных эффектов для кинофильмов на юго-востоке Калининграда, на участке в 2,5 га в районе, отведённом под жилую застройку. Объём инвестиций в бизнес-проект оценивался в 950 млн рублей, из который треть составляли собственные средства «Сиджей-К». Глава региона Антон Алиханов потребовал предоставить более детальное технико-экономическое обоснование, «чтобы у нас не получилось, что инвестор начал один проект, а закончил другой». Летом 2019 года стало известно, что проект, несмотря на предварительное одобрение на совете по привлечению инвестиций, был исключён из перечня приоритетных для предоставления поддержки, поскольку не состоялся в том виде, в котором его изначально заявлял инвестор.
16 октября 2019 года на закрытом от СМИ заседании инвестиционного совета Республики Татарстан Евгений Мелентьев представил проект создания киностудии полного цикла. «Он [Мелентьев] обозначил сумму инвестиций в проект, сроки его окупаемости (6-7 лет), создание новых высокотехнологичных рабочих мест и привлечение в проект креативной молодёжи. Рустам Минниханов поддержал реализацию этого проекта».
21 октября 2019 года Министерство культуры выложило в открытый доступ базу данных государственной поддержки фильмов. Среди студий, который получали деньги от Минкульта и Фонда кино, присутствует и KD Studios. Министерство выделяло деньги этой студии на безвозмездной основе.

## Кинофильмы и сериалы
Вышедшие и намеченные кинопродукты компании:
| Фильм                  | Дата выхода в прокат | Прокатчик           | Режиссёр               |
| ---------------------- | -------------------- | ------------------- | ---------------------- |
| «Затмение»             | 25 ноября 2016       |                     | Артём Аксененко        |
| «Танцы насмерть»       | 6 апреля 2017        | «Наше кино»         | Андрей Волгин          |
| «За гранью реальности» | 1 марта 2018         | «Каропрокат»        | Александр Богуславский |
| «Эбигейл»              | 22 августа 2019      | «20-й век Фокс» СНГ | Александр Богуславский |
| «Звёздный разум»       | 6 января 2022        |                     | Вячеслав Лисневский    |
| «Сквозь время»         | 2 марта 2023         |                     | Александр Богуславский |
| «Идентификация»        |                      |                     | Сергей Пикалов         |
| «Генезис»              |                      |                     | Душан Глигоров         |
| «Забытые боги»         |                      |                     | Александр Богуславский |
| «Параллельные миры»    |                      |                     |                        |
| «Под куполом»          |                      |                     | Александр Богуславский |
| «Забытое поселение»    |                      |                     | Александр Богуславский |

По заявлению компании на официальном сайте и интервью её руководителей, на 2022 год в производстве находятся также 4 телесериала.
- 2024 — «Отражение тьмы»
- 2024 — «Заклятье. Шёпот ведьм»

## Награды
Картина «За гранью реальности» была номинирована на «Best Foreign Action Trailer» на премии Golden Trailer Awards в 2018 году, Милош Бикович за роль в той же картине заслужил премию в номинации «Прорыв Года» на Los Angeles Italia Film Festival.
Картина «Эбигейл» режиссёра Александра Богуславского получила две награды на первом Международном фестивале сказочного жанра в детском и семейном кино «Хрустальные ключи». В номинации «Кинематограф» фильм Александра Богуславского получил Гран-при, а также специальный диплом «За лучшую детскую роль» достался Марте Тимофеевой, сыгравшей роль маленькой Эбигейл.
Фильм «Эбигейл» также получил главную награду (статуэтку «Большой хрустальный пингвин») Всероссийского Фестиваля визуальных искусств в «Орлёнке» в основной номинации «Кинематограф».